# System Shock
System Shock je série science fiction stříleček z pohledu první osoby s tematikou kyberpunku. Původní dva tituly vytvořila společnost Looking Glass Studios; první díl (1994) vydalo Origin Systems a druhý díl (1999) Electronic Arts. V roce 2012 koupila práva k sérii firma Nightdive Studios, jež vytvořila vylepšenou verzi prvního dílu (2015) a poté i jeho remake (2023).

## Hry
| 1994      | System Shock                     |
| 1995–1998 |                                  |
| 1999      | System Shock 2                   |
| 2000–2014 |                                  |
| 2015      | System Shock: Enhanced Edition   |
| 2016–2022 |                                  |
| 2023      | System Shock (remake)            |
| TBA       | System Shock 2: Enhanced Edition |
| TBA       | System Shock 3                   |

### System Shock(1994)
Hra System Shock získala mnoho ocenění. V roce 1995 vznikla hodně rozšířená verze hry na CD, která nabízí tři nové grafické režimy 320×400, 640×400 a 640×480 bodů, vylepšené prostředí a řadu dalších novinek.

#### Linie příběhu
Dne 7. dubna 2072, se hacker, začne nabourávat do počítačové sítě megakorporace Tri-Optimum, aby získal podrobnosti o vesmírné stanici CITADEL, zkonstruované pro těžbu minerálů z prstenců Saturnu.
Počítačový supersystém SHODAN, který kontroluje a řídí život stanice ho však okamžitě odhalí a přivolá softwarovou policii. Hacker je okamžitě odvlečen na CITADELu, kde je obviněn z nedovoleného přístupu k souborům megakorporace a předhozen řídícímu pracovníkovi Edwardu Diegovi, který mu nabídne „odpuštění hříchů“, za určitou hackerskou protislužbu. Následně podstoupí operaci, a je vybaven cenným kybernetickým implantátem.

#### Hra a herní interface
Hra začíná hráčovým probuzením z hibernačního spánku v 1. patře stanice.V komůrce získá tyč ke své obraně, multimediální čtečku, kompas a systémový analyzátor. Po úvodním souboji s třemi roboty velmi rychle zjistí, že nemilosrdným masakrem všech lidí ovládla umělá inteligence SHODAN celou stanici. Plánuje zničení lidského rodu a hráčovým úkolem je udělat jí čáru přes rozpočet. O tom, že hráč právě nedopatřením oživl nemá zatím tušení. Hráč brzy pozná, že prohnaná SHODAN je velmi silným a nevypočítatelným soupeřem.
Ovládání hry, které do značné míry určuje hratelnost, je přes velký počet funkcí přehledné. Výhled se dá přepnout na celou obrazovku podobně jako ve hře Doom. V horní části obrazovky je bio-monitor, ovládání zorného úhlu pohledu, ovládání postavy, indikátor zdraví a energie. Díky tomu je možné chodit, běhat, přikrčit se, plazit se, dívat se nahoru, dolů, pod sebe i nad sebe. V dolní části hrací plochy jsou k dispozici dvě multifunkční okna (MFD) a rozsáhlý panel s inventářem. Po obou stranách hrací plochy lze aktivovat ikony přístrojů, které byly sebrány na různých místech stanice (zleva):
- Diagnóza zranění, nadrogování a únavy.
- Regulátor hracího okna.
- Vidění dozadu. Při vyšších verzích je překreslování zadního pohledu plynulé.
- Lampička, jež při vyšších verzích svítí silněji.
- Energetický štít - vhodný při kritických soubojích a také explozích. Vyšší verze nabízejí lepší ochranu.
- Létající boty - pomůcka umožňující stoupat vzhůru.
- Antigravitační brusle
- Multimediální čtečka sebraných logů, E-mailových a V-mailových zpráv.
- Kompas.
- Noční vidění - umožňuje oklamat roboty citlivé na světlo.

Lze nalézt i antiradiační obleky a zaměřovací systém nepřátel. Vlastnosti každého přístroje je možné vylepšovat nalezením vyšší verze. Ke čtení zpráv slouží multimediální čtečka, která zobrazí vybranou zprávu.
K zabíjení nepřátelských humanoidů a robotů může hráč použít arzenál normálních i laserových pistolí, pušek, samopalů, granátů a min. Mezi speciální zbraně patří laserový meč, granátomet (MM-76 Rail Gun) a elektromagnetická puška (SB-20 MagPulse Rifle). Kromě zbraní je možné se „vylepšovat“ braním drog, umožňujících dočasně zlepšit sílu a vytrvalost. K dispozici jsou uzdravovače, posilňovače, zlepšovače vidění, zlepšovač rychlé reakce a několik dalších.
Všechny patra hlídá SHODAN velkým množstvím pečlivě rozestavených robotů a televizních kamer. Všude na hráče zákeřně číhá mnoho druhů robotů, již mají nejrůznější podoby. S vyšší obtížností jsou roboti více agresivní a mazaní. Hráčovou nutností je udržování zásoby energie, kterou spotřebovává energetický štít. Televizní kamery a některé vchody (průlezy) na každém patře jsou řízeny pomocí CPU (počítače). Každé patro stanice má svůj specifický účel i atmosféru. Jedním ze základních předpokladů splnění nějakého úkolu je vyřešení několika hlavolamů umožňujících dostat se do důležitých blokovaných prostorů. Když ve světě vesmírné stanice hráč narazí na podivnou blikající vidlici připevněnou na zdi, stojí před kybernetickým terminálem - vstupní branou do virtuální reality (VR). Velká část této rozsáhlé hry probíhá ve VR, kde hráč bojuje se strážemi, hlídacími programy, sbírá nové informace a otevírá blokované dveře. K boji ve VR používá hackerský software v podobě navrtávače ochranných programů, vnadidla lákající stráže apod. Uvnitř VR hráč narazí na robota CORTEX REAVER, jenž se jako jediný umí pohybovat v reálném i virtuálním světě.
Boj o přežití musí být korunován zničením umělé inteligence SHODAN, takže hráč musí splnit čtyři základní úkoly. Nejdříve musí pozabíjet všechny nepřátele v prvním patře a dostat se k výtahu do dalšího patra. Druhým, podstatně obtížnějším, úkolem je zničení těžebního laseru stanice, jehož hlavní ovladač je ve druhém patře. Nejdříve však musí aktivovat protiradiační štíty, což znamená uskutečnit návštěvu jaderného reaktoru stanice. Po aktivaci štítů se musí vrátit do druhého patra a zničit laser. Mezitím Shodan vyvine v hájku Beta (6. patro) velmi nebezpečný super virus a chce s jeho pomocí zničit lidskou civilizaci.
Třetím úkolem je tedy okamžitě zničit virus tím, že se odpálí celý hajek Beta. Za tím účelem musí hráč najít antibiologický oblek a navštívit všechny tři hájky, kde ho přivítá velké množství neobvyklých mutantů. Když úkol splní, začne Shodan nahrávat své datové bloky přes komunikační antény v 7. patře do pozemní počítačové sítě. Čtvrtým úkolem je tedy zničit všechny antény pomocí plastických náloží.
Hráč se naučí pohybovat v poloviční gravitaci. Výbuch granátu odhodí všechny bytosti i předměty v místnosti. Když do mapy hráč umístí poznámku, objeví se na jejím místě žlutý jehlan upozorňující na vybranou věc. Technologie LookingGlass má rozhodující podíl na všech kouzlech s průhledností u některých dveří, stropů, lávek, mostů apod. Díky tomu se hráči často na obrazovce objevují nezvyklé pohledy, které se jinak dají vytvořit pouze velmi nákladnými grafickými systémy.

### System Shock 2(1999)
Von Braun - vesmírná loď, pýcha lidstva, konečně rychlejší než rychlost světla, zásluhou výzkumů UNN laureátky Nobelovy ceny Marie Delacroix, zaměstnané v Tri - Optimum.
Díky povolení UNN zkonstruovat takový prototyp lodi a nakonec i pro vzrůstající zájem veřejnosti je Von Braun konstrukčně připravován na 1. misi a po tahanicích militaristického UNN s Tri - Optimum konečně vyslán do vesmíru (Tau Ceti) doprovázen těžkým křižníkem UNN Rickenbacker, jemuž velí William Bedford Diego (syn Edwarda). Tri-Optimum - megakonglomerát, financující celý projekt - mecenáš Von Brauna, dosazuje Anatoly Korenchkina jako kapitána lodi Von Braun.
Po několika měsících cesty se začnou na lodi objevovat první potíže, které potvrdily konstrukční skepsi se kterou kdysi přišla Delacroix ve svých výzkumech. Jsou problémy s chlazením, problémový a neefektivní je počítačový systém XERXES. Problémy jsou se vzduchovými recirkulátory na patře Hydroponics a navíc i díky tomu všemu napětí mezi Rickenbackerem a Von Braunem vzrůstá a do toho přesně 10. června 2114 přijímač na lodi zachycuje tísňové volání ze systému Tau - Ceti - miliony mil vzdáleného kolonizovanému světu. Hráč je probuzen z cryo spánku na palubě Von Braunu doktorkou Polito, bez paměti posledních událostí. Postupně odhaluje sled událostí na Von Braunu a křižníku Rickenbacker; od vetřelčí infiltrace mimozemské biomasy, zmizení části posádky, až po panování umělé inteligence SHODAN (Sentient Hyper-Optimized Data Acces Network). Děj se odvíjí v ponuré atmosféře přes záznamové nahrávky, které hráč nachází během procházení sekcí vesmírné lodi Von Braun a křižníku Rickenbacker.
System Shock sci-fi prostředí inspirovalo například další velmi úspěšnou FPS hru Half-Life, samotný System Shock je ovlivněný zpracováním hned několika her žánrově odlišných, například herní inventář je podobně řešený jako ve strategické hře UFO: Enemy Unknown apod.